# Ali Ilyas
Ali Ilyas Jawaid, né le 19 août 1986 à Karachi, est un coureur cycliste pakistanais.

## Biographie
Durant sa jeunesse, Ali Ilyas pratique successivement le tennis, le football puis le badminton. Dans cette dernière discipline, il obtient de bons résultats au niveau national ou régional. Il commence ensuite le vélo sur le tard, après avoir subi une blessure à l'épaule,. Sa première licence est prise au Team Bikestan Crank Addicts, un club implanté à Karachi. Avec cette équipe, il progresse rapidement et s'affirme comme l'un des meilleurs cyclistes de son pays. Il s'impose notamment sur le contre-la-montre des championnats du Pakistan en 2019. 
En septembre 2021, il représente son pays aux championnats du monde sur route, dans l'exercice chronométré. L'année suivante, il participe aux championnats d'Asie chez les élites. Il termine également deuxième de l'édition 2024 du Tour d'Islamabad, tout en ayant remporté la dernière étape. Cette même année, il est sacré champion d'Asie du contre-la-montre et de la course en ligne, dans la catégorie des masters. 
Lors de la saison 2025, il devient double champion national du Pakistan, sur route et dans le contre-la-montre. Aux championnats d'Asie masters, il conserve son titre continental dans l'épreuve chronométrée. Il doit en revanche se contenter de la médaille d'argent sur la course en ligne.

## Palmarès et résultats

### Par année
- 2017
  - 3e du championnat du Pakistan du contre-la-montre
  - 3e du championnat du Pakistan du contre-la-montre par équipes
- 2019
  -  Champion du Pakistan du contre-la-montre
  - 3e du championnat du Pakistan sur route
- 2023
  - 2e du championnat du Pakistan du contre-la-montre
- 2024
  -  Champion d'Asie sur route masters (35-39 ans)
  -  Champion d'Asie du contre-la-montre masters (35-39 ans)[9]
  - Une étape du Tour d'Islamabad
  - 2e du Tour d'Islamabad
- 2025
  -  Champion d'Asie du contre-la-montre masters (35-39 ans)
  -  Champion du Pakistan sur route
  -  Champion du Pakistan du contre-la-montre
  -  Médaillé d'argent du championnat d'Asie sur route masters (35-39 ans)

### Classements mondiaux
| Année                                 | 2022  | 2023  |
| ------------------------------------- | ----- | ----- |
| Classement mondial                    | 1970e | 1920e |
| UCI Asia Tour                         | 195e  | 180e  |
|                                       |       |       |
| Légende : nc = non classéSource : UCI |       |       |